# Na gruzach Smętka
Na gruzach Smętka – reportaż o cechach felietonu, pamiętnika i dzieła popularnonaukowego autorstwa Leona Sobocińskiego wydany w 1947 w warszawskim wydawnictwie B. Kądziela. Sam autor nazwał go faktomontażem. 
Książka będąca rozszerzonym i pogłębionym wydaniem pracy tego samego autora Ziemia Mazurska za drutami (nagroda w konkursie Związku Zachodniego), dotyczy dwóch podróży Sobocińskiego na Warmię i Mazury z lat 1936 i 1946. Do wydania reportaży skłoniły autora: potrzeba popularyzacji zagadnień mazurskich w jak najszerszych kręgach społecznych, konieczność przeciwstawienia się szkodliwej psychozie Smętkowej w okresie powojennego zagospodarowywania Warmii i Mazur, a także chęć skonfrontowania polskiej odbudowy tego rejonu z czasami przedwojennymi, kiedy to był on intensywnie germanizowany przez Niemców i zaniedbywany przez władze polskie. Według Sobocińskiego Polacy cierpieli na kompleks Smętka, objawiający się rezygnacją z walki o polskość Warmii i Mazur, a zaszczepiony przez przedwojenną literaturę, ze szczególnym wskazaniem na dzieło Melchiora Wańkowicza - Na tropach Smętka. Przeciwstawia zgermanizowanemu Smętkowi dobrego ducha ziemi mazurskiej - Kołbóga, o którym wówczas zapomniano. 
Sobociński wiosną 1936 w dużym stopniu podążał szlakami Wańkowicza, odwiedzał częściowo tych samych ludzi. Spotkał się m.in. z Sewerynem Pieniężnym i pomagał mu w składaniu jubileuszowego numeru Gazety Olsztyńskiej. Jego memoriał o sytuacji Polaków na Warmii i Mazurach został zlekceważony przez polskie władze. Odnośnie do Wańkowicza pisał: miałem więc sposobność przekonać się, jakie nieraz zło wyrządzić może nawet dobra książka, jeśli pasja pisarska, niepohamowana przezornością, zbyt daleko autora pociągnie. Oskarżał go o deformację polskiej legendy o Smętku, o obrzydzenie tego ducha w oczach polskiego czytelnika. Oprócz Pieniężnego przybliża sylwetki innych polskich działaczy: Jana Liszewskiego, Stanisława Nowakowskiego, Walentego Barczewskiego, Michała Kajki i innych, zwłaszcza związanych z Gazetą Olsztyńską i jej trudną historią. 
Autor nie ukrywa swojej niechęci do Niemców i ich polityki na Warmii i Mazurach (Niemiec umie być przymilny, gdy dostanie w łeb, Co Niemiec myśli, wiadomo, ale nigdy nie wiadomo, co Niemiec zrobi), jak również do postępowania władz polskich przed 1939, nacechowanego brakiem zainteresowania tą ziemią i zbyt dogmatycznego przestrzegania deklaracji o niestosowaniu przemocy z 1934, nagminnie jego zdaniem łamanej przez Niemców - myśmy za tę "przyjaźń" płacili Warmią i Mazurami, a w innym miejscu: Podejrzane się mogły wydać owe szwabskie zaloty i te łatwowierne oficjalnej Polski umizgi do Berlina. Wielokrotnie sięga do historii, starając się dostrzec genezę utraty wpływów polskich na Mazurach - Na Rynku Krakowskim ciepłą ręką podarowano Niemcom ziemię mazurską. Już na Rynku Krakowskim gad hitleryzmu się rodził. Hołd Pruski był Polski robaczywym tryumfem, klęską Mazurów, a po latach Rzeczypospolitej katastrofą. Hołd Pruski to jedna z największych klęsk Polski przy pozorach sukcesu. Albrecht oszwabił Rzeczpospolitą udanym hołdem, tak jak Hitler uśpił jej czujność udanym paktem przyjaźni. Taka tego hołdu wymowa. Sobociński był przekonany, że kilkanaście dodatkowych lat germanizacji całkowicie zaprzepaściłoby Mazury dla Polski (Druga wojna światowa uratowała dla Polski Warmię i Mazury). 
Oprócz twórczości autora zbiór zawiera też teksty źródłowe dotyczące historii Warmii i Mazur (m.in. Adam Mickiewicz, Celestyn Mrongowiusz, Kazimierz Jaroszyk) i krótkie biogramy działaczy regionalnych.
Przy pracach nad książką autorowi pomagała m.in. Emilia Sukertowa-Biedrawina.